# Idaea hypophautis
Idaea hypophautis är en fjärilsart som beskrevs av Louis Beethoven Prout 1932. Idaea hypophautis ingår i släktet Idaea och familjen mätare. Inga underarter finns listade i Catalogue of Life.